# Stuart F. Reed
Stuart Felix Reed, född 8 januari 1866 i Barbour County, West Virginia, död 4 juli 1935 i Washington, D.C., var en amerikansk politiker (republikan). Han var West Virginias statssekreterare 1909–1917 och ledamot av USA:s representanthus 1917–1925.
Reed tillträdde 1917 som kongressledamot och efterträddes 1925 av John M. Wolverton.
Reeds grav finns på Elkview Masonic Cemetery i Clarksburg.